# USL Championship
La USL Championship, anteriormente conocida como USL PRO y United Soccer League, es una liga de fútbol de segunda división en Estados Unidos. Fue fundada en 2011 y el torneo profesional es propiedad de United Soccer League (USL) y supervisada por la Federación de Fútbol de los Estados Unidos (U.S. Soccer).

## Historia
Durante el año 2010, la Federación de Fútbol de los Estados Unidos tuvo el dilema de tener que elegir entre la USL First Division y la naciente  NASL para catalogar a una de las dos como la segunda categoría dentro del sistema de ligas de fútbol de los Estados Unidos, resolviendo la disputa con la creación de la USSF Division 2 Professional League, que fue una competición temporal que incluyó a 12 equipos de ambas ligas.
Posteriormente, la USSF estableció ciertos parámetros objetivos para considerar las ligas como de primera, segunda o tercera categoría, entre los cuales se encontraban: la distribución de equipos, el porcentaje de equipos estadounidenses, la capacidad de los estadios, la infraestructura y el capital de los equipos. Fue entonces cuando la USL decidió fusionar sus dos principales ligas, la USL First Division y la USL Second Division, para crear la USL PRO, buscando una liga más fuerte.
El 11 de agosto de 2010 el equipo Dayton Dutch Lions anunció su ingreso a la USL PRO, inclusive antes del anuncio oficial por parte de la USL de su creación, convirtiéndose de esta forma en el primer equipo de la naciente liga. El 8 de septiembre de 2010 la USL anunció la creación de la USL PRO. y la liga comenzó a disputarse en el mes de abril del 2011. 
La idea de la USL era comenzar esta nueva liga con una cantidad de entre 14 y 18 equipos, pensando expandir en el futuro, primeramente a entre 22 y 26 equipos, y por último a entre 28 y 32 escuadras. 
En 2013 la liga, propiedad de USL, alcanza un acuerdo con la Major League Soccer para incorporar a los equipos filiales de las franquicias de la MLS, que disputaban la MLS Reserve League, y que estos puedan competir contra equipos más potentes. 
En 2015 la liga se fusiona con la MLS Reserve League y pasa a tener 24 equipos, que se dividen en dos conferencias, la oriental y la occidental.

## Formato
En diciembre de 2021, se anunció que se eliminaría el juego divisional y que habría 2 conferencias, Este y Oeste. Además, anunciaron un calendario de 34 partidos, con cada equipo jugando contra sus oponentes de su conferencia dos veces, y la Conferencia Este completando los 8 partidos restantes con oponentes de la interconferencia. En la Conferencia Oeste, los 10 partidos restantes se competirían con oponentes intraconferencia e interconferencia. Los 7 mejores equipos de cada conferencia clasifica a los playoffs, y el equipo en primer lugar de cada conferencia entra directamente a las semifinales.

## Equipos

### Temporada 2025
Los siguientes equipos participan en la temporada 2025.
| Equipo                       | Sede                         | Estadio                       | Año de Fundación | Unión a USL Championship |
| ---------------------------- | ---------------------------- | ----------------------------- | ---------------- | ------------------------ |
| Conferencia Este             |                              |                               |                  |                          |
| Birmingham Legion FC         | Birmingham, Alabama          | Protective Stadium            | 2017             | 2019                     |
| Charleston Battery           | Charleston, Carolina del Sur | Patriots Point Soccer Complex | 1993             | 2011                     |
| Detroit City FC              | Hamtramck, Míchigan          | Keyworth Stadium              | 2012             | 2022                     |
| Hartford Athletic            | Hartford, Connecticut        | Dillon Stadium                | 2018             | 2019                     |
| Indy Eleven                  | Indianápolis, Indiana        | Carroll Stadium               | 2013             | 2018                     |
| Loudoun United FC            | Leesburg, Virginia           | Segra Field                   | 2018             | 2019                     |
| Louisville City FC           | Louisville, Kentucky         | Lynn Family Stadium           | 2014             | 2015                     |
| Miami FC                     | Miami, Florida               | Riccardo Silva Stadium        | 2015             | 2020                     |
| North Carolina FC            | Cary, Carolina del Norte     | WakeMed Soccer Park           | 2006             | 2024                     |
| Pittsburgh Riverhounds       | Pittsburgh, Pensilvania      | Highmark Stadium              | 1999             | 2011                     |
| Rhode Island FC              | Smithfield, Rhode Island     | Beirne Stadium                | 2019             | 2024                     |
| Tampa Bay Rowdies            | St. Petersburg, Florida      | Al Lang Stadium               | 2008             | 2017                     |
| Conferencia Oeste            |                              |                               |                  |                          |
| Colorado Springs Switchbacks | Colorado Springs, Colorado   | Weidner Field                 | 2014             | 2015                     |
| El Paso Locomotive FC        | El Paso, Texas               | Southwest University Park     | 2018             | 2019                     |
| Las Vegas Lights FC          | Las Vegas, Nevada            | Cashman Field                 | 2017             | 2018                     |
| Lexington SC                 | Lexington, Kentucky          | Lexington SC Stadium          | 2021             | 2025                     |
| Monterey Bay FC              | Seaside, California          | Cardinale Stadium             | 2021             | 2022                     |
| New Mexico United            | Albuquerque, Nuevo México    | Isotopes Park                 | 2018             | 2019                     |
| Oakland Roots SC             | Oakland, California          | Laney College Stadium         | 2018             | 2021                     |
| Orange County SC             | Irvine, California           | Championship Soccer Stadium   | 2010             | 2011                     |
| Phoenix Rising FC            | Chandler, Arizona            | Wild Horse Pass Stadium       | 2014             | 2014                     |
| Sacramento Republic FC       | Sacramento, California       | Heart Health Park             | 2012             | 2014                     |
| San Antonio FC               | San Antonio, Texas           | Toyota Field                  | 2015             | 2016                     |
| FC Tulsa                     | Tulsa, Oklahoma              | ONEOK Field                   | 2013             | 2015                     |

### En pausa
| Equipo        | Sede                    | Estadio      | Año de Fundación | Unión a USL Championship | Notas                                                                            |
| ------------- | ----------------------- | ------------ | ---------------- | ------------------------ | -------------------------------------------------------------------------------- |
| OKC Energy FC | Oklahoma City, Oklahoma | Taft Stadium | 2013             | 2014                     | Operaciones suspendidas para la temporada 2022. Regresando en la temporada 2027. |

### Próximos equipos
- Brooklyn FC (2026)[5]
- Sporting Club Jacksonville (2026)[6][7]
- Milwaukee Pro Soccer (2026)[8]
- Ozark United FC (2026)[9]
- Santa Barbara Sky FC (2026)[10]
- Buffalo Pro Soccer (2026)[11]
- USL Pro Iowa (TBA)[12]
- USL New Orleans (TBA)[13]
- USL Palm Beach (TBA)[14]
- USL Dallas (TBA)[15]

### Antiguos equipos
| Equipo                  | Sede                           | Estadio                           | Unión a USL Championship | Última Temporada en USL | Afiliación MLS                | Razón                                                                                 |
| ----------------------- | ------------------------------ | --------------------------------- | ------------------------ | ----------------------- | ----------------------------- | ------------------------------------------------------------------------------------- |
| Antigua Barracuda FC    | Saint John, Antigua            | Campo de críquet de Stanford      | 2011                     | 2013                    | -                             | Disuelto                                                                              |
| Atlanta United 2        | Kennesaw, Georgia              | Fifth Third Bank Stadium          | 2018                     | 2022                    | Atlanta United FC             | Traslado a la MLS Next Pro                                                            |
| Austin Aztex FC         | Austin, Texas                  | House Park                        | 2015                     | 2015                    | Columbus Crew SC              | Disuelto                                                                              |
| Austin Bold FC          | Austin, Texas                  | Bold Stadium                      | 2017                     | 2021                    | -                             | Planea mudarse a una ciudad de Texas aún sin nombre.                                  |
| Charlotte Eagles        | Charlotte, Carolina del Norte  | Dickson Field                     | 2011                     | 2014                    | -                             | Traslado a la USL League Two                                                          |
| Charlotte Independence  | Charlotte, Carolina del Norte  | Memorial Stadium                  | 2014                     | 2021                    | -                             | Traslado a la USL League One                                                          |
| FC Cincinnati           | Cincinnati, Ohio               | Nippert Stadium                   | 2015                     | 2018                    | -                             | Traslado a la MLS                                                                     |
| Dayton Dutch Lions      | Dayton, Ohio                   | DOC Stadium                       | 2011                     | 2014                    | Columbus Crew SC              | Traslado a la USL League Two                                                          |
| FC Montréal             | Montreal, Quebec               | Complexe sportif Claude-Robillard | 2015                     | 2016                    | Montreal Impact               | Disuelto                                                                              |
| F.C. New York           | Queens, Nueva York             | Belson Stadium                    | 2011                     | 2011                    | -                             | Traslado a la NPSL, luego fue disuelto                                                |
| Fresno FC               | Fresno, California             | Chukchansi Park                   | 2017                     | 2019                    | -                             | Disuelto; se trasladó al Condado de Monterrey como Monterey Bay FC                    |
| LA Galaxy II            | Carson, California             | Dignity Health Track Stadium      | 2014                     | 2022                    | LA Galaxy                     | Traslado a la MLS Next Pro                                                            |
| Memphis 901 FC          | Memphis, Tennessee             | AutoZone Park                     | 2018                     | 2024                    |                               | Disuelto                                                                              |
| Nashville SC            | Nashville, Tennessee           | First Tennessee Park              | 2016                     | 2019                    | -                             | Se unió a la MLS en 2020                                                              |
| New York Red Bulls II   | Montclair, Nueva Jersey        | MSU Soccer Park                   | 2015                     | 2022                    | New York Red Bulls            | Traslado a la MLS Next Pro                                                            |
| Orlando City B          | Orlando, Florida               | Orlando City Stadium              | 2016                     | 2017                    | Orlando City SC               | Traslado a la USL League One                                                          |
| Orlando City SC         | Lake Buena Vista, Florida      | ESPN Wide World of Sports Complex | 2011                     | 2014                    | Sporting Kansas City          | Traslado a la MLS; los derechos de la USL transferidos a Louisville                   |
| Ottawa Fury FC          | Ottawa, Ontario                | TD Place Stadium                  | 2017                     | 2019                    | Montreal Impact               | Disuelto; los derechos de la USL transferidos a Miami FC                              |
| Penn FC                 | Harrisburg, Pensilvania        | FNB Field                         | 2011                     | 2018                    | -                             | Disuelto                                                                              |
| Philadelphia Union II   | Chester, Pensilvania           | Talen Energy Stadium              | 2015                     | 2020                    | Philadelphia Union            | Disuelto; reanudado en 2022 en MLS Next Pro                                           |
| Phoenix FC              | Tempe, Arizona                 | Sun Devil Soccer Stadium          | 2013                     | 2013                    | -                             | Disuelto, reemplazado por Arizona United FC                                           |
| Portland Timbers 2      | Portland, Oregón               | Hillsboro Stadium                 | 2014                     | 2020                    | Portland Timbers              | Disuelto; reanudado en 2022 en MLS Next Pro                                           |
| Puerto Rico United      | Aguada, Puerto Rico            | Aguada Stadium                    | 2011                     | 2011                    | -                             | Traslado a la Liga Nacional (PR)                                                      |
| River Plate Puerto Rico | Fajardo, Puerto Rico           | Estadio Roberto Clemente Walker   | 2011                     | 2011                    | -                             | Traslado a la PRSL (PR)                                                               |
| Real Monarchs           | Herriman, Utah                 | Zions Bank Stadium                | 2015                     | 2021                    | -                             | Traslado a la MLS Next Pro                                                            |
| Reno 1868 FC            | Reno, Nevada                   | Greater Nevada Field              | 2017                     | 2020                    | San Jose Earthquakes          | Disuelto                                                                              |
| Richmond Kickers        | Richmond, Virginia             | City Stadium                      | 2011                     | 2018                    | D. C. United                  | Traslado a la USL League One                                                          |
| Rio Grande Valley FC    | Edinburg, Texas                | H-E-B Park                        | 2016                     | 2023                    | Houston Dynamo                | Disuelto                                                                              |
| Rochester Rhinos        | Rochester, Nueva York          | Rochester Rhinos Stadium          | 2011                     | 2017                    | New England Revolution        | Operaciones suspendidas; reanudado en 2022 en MLS Next Pro como Rochester New York FC |
| St. Louis FC            | Fenton, Misuri                 | West Community Stadium            | 2014                     | 2020                    | -                             | Disuelto                                                                              |
| San Diego Loyal SC      | San Diego, California          | Torero Stadium                    | 2020                     | 2023                    |                               | Disuelto                                                                              |
| Sevilla FC Puerto Rico  | Juncos, Puerto Rico            | Josué Elevadito González Stadium  | 2011                     | 2011                    | -                             | Traslado a la Liga Nacional (PR)                                                      |
| Sporting Kansas City II | Kansas City, Kansas            | Children's Mercy Park             | 2016                     | 2021                    | Sporting Kansas City          | Traslado a la MLS Next Pro                                                            |
| Tacoma Defiance         | Tacoma, Washington             | Cheney Stadium                    | 2015                     | 2021                    | Seattle Sounders FC           | Traslado a la MLS Next Pro                                                            |
| Toronto FC II           | Toronto, Ontario               | Lamport Stadium                   | 2014                     | 2018                    | Toronto FC                    | Traslado a la USL League One                                                          |
| Vancouver Whitecaps 2   | Vancouver, Columbia Británica  | Thunderbird Stadium               | 2015                     | 2017                    | Vancouver Whitecaps FC        | Disuelto                                                                              |
| VSI Tampa Bay FC        | Plant City, Florida            | Plant City Stadium                | 2013                     | 2013                    | -                             | Disuelto                                                                              |
| Wilmington Hammerheads  | Wilmington, Carolina del Norte | Legion Stadium                    | 2011                     | 2016                    | Toronto FC y New York City FC | Traslado a la PDL, luego disuelto                                                     |

## Ganadores por temporada
| Año  | Campeón                                      | Resultado                                    | Subcampeón                                   | Primero temporada regular |
| ---- | -------------------------------------------- | -------------------------------------------- | -------------------------------------------- | ------------------------- |
| 2011 | Orlando City                                 | 2 - 2 (3:2 pen.)                             | Harrisburg City Islanders                    | Orlando City              |
| 2012 | Charleston Battery                           | 1 - 0                                        | Wilmington Hammerheads                       | Orlando City              |
| 2013 | Orlando City                                 | 7 - 4                                        | Charlotte Eagles                             | Richmond Kickers          |
| 2014 | Sacramento Republic                          | 2 - 0                                        | Harrisburg City Islanders                    | Orlando City              |
| 2015 | Rochester Rhinos                             | 2 - 1 (pró.)                                 | LA Galaxy II                                 | Wilmington Hammerheads    |
| 2016 | New York Red Bulls II                        | 2 - 0                                        | Swope Park Rangers                           | New York Red Bulls II     |
| 2017 | Louisville City                              | 1 - 0                                        | Swope Park Rangers                           | Real Monarchs             |
| 2018 | Louisville City                              | 1 - 0                                        | Phoenix Rising FC                            | FC Cincinnati             |
| 2019 | Real Monarchs                                | 3 - 1                                        | Louisville City FC                           | Phoenix Rising FC         |
| 2020 | Sin campeón debido a la pandemia de COVID-19 | Sin campeón debido a la pandemia de COVID-19 | Sin campeón debido a la pandemia de COVID-19 | No otorgado               |
| 2021 | Orange County SC                             | 3 - 1                                        | Tampa Bay Rowdies                            | Tampa Bay Rowdies         |
| 2022 | San Antonio FC                               | 3 - 1                                        | Louisville City FC                           | San Antonio FC            |
| 2023 | Phoenix Rising FC                            | 1 - 1 (3:2 pen.)                             | Charleston Battery                           | No otorgado               |
| 2024 | Colorado Springs Switchbacks                 | 3 - 0                                        | Rhode Island FC                              | Louisville City FC        |

### Títulos por equipo
| Equipo                       | Títulos | Subtítulos | Años campeón | Años subcampeón |
| ---------------------------- | ------- | ---------- | ------------ | --------------- |
| Louisville City              | 2       | 2          | 2017, 2018   | 2019, 2022      |
| Orlando City                 | 2       | –          | 2011, 2013   | –               |
| Charleston Battery           | 1       | 1          | 2012         | 2023            |
| Sacramento Republic          | 1       | –          | 2014         | –               |
| Rochester Rhinos             | 1       | –          | 2015         | –               |
| New York Red Bulls II        | 1       | –          | 2016         | –               |
| Real Monarchs                | 1       | –          | 2019         | –               |
| Orange County SC             | 1       | –          | 2021         | –               |
| San Antonio FC               | 1       | –          | 2022         | –               |
| Phoenix Rising FC            | 1       | –          | 2023         | –               |
| Colorado Springs Switchbacks | 1       | –          | 2024         | –               |
| Penn FC                      | –       | 2          | –            | 2011, 2014      |
| Sporting Kansas City II      | –       | 2          | –            | 2016, 2017      |
| Wilmington Hammerheads       | –       | 1          | –            | 2012            |
| Charlotte Eagles             | –       | 1          | –            | 2013            |
| LA Galaxy II                 | –       | 1          | –            | 2015            |
| Phoenix Rising FC            | –       | 1          | –            | 2018            |
| Tampa Bay Rowdies            | –       | 1          | –            | 2021            |
| Charleston Battery           | –       | 1          | –            | 2023            |
| Rhode Island FC              | –       | 1          | –            | 2024            |

## Goleadores por temporada
| Edición | Jugador                      | Equipo                                 | Goles |
| ------- | ---------------------------- | -------------------------------------- | ----- |
| 2011    | Jhonny Arteaga               | FC New York                            | 13    |
| 2012    | Dennis Chin                  | Orlando City SC                        | 11    |
| 2013    | Dom Dwyer José Angulo        | Orlando City SC Pittsburgh Riverhounds | 15    |
| 2014    | Kevin Molino                 | Orlando City SC                        | 20    |
| 2015    | Matt Fondy                   | Louisville City FC                     | 22    |
| 2016    | Sean Okoli                   | FC Cincinnati                          | 16    |
| 2017    | Dane Kelly                   | Reno 1868 FC                           | 18    |
| 2018    | Cameron Lancaster            | Louisville City FC                     | 25    |
| 2019    | Solomon Asante               | Phoenix Rising FC                      | 22    |
| 2020    | Junior Flemmings             | Phoenix Rising FC                      | 14    |
| 2021    | Hadji Barry                  | Colorado Springs Switchbacks FC        | 25    |
| 2022    | Milan Iloski Phillip Goodrum | Orange County SC Memphis 901 FC        | 22    |
| 2023    | Albert Dikwa                 | Pittsburgh Riverhounds SC              | 20    |
| 2024    | Nick Markanich               | Charleston Battery                     | 28    |